# Brezovica (gemeente in Slovenië)
Brezovica (Duits: Bresowitz, ook Bernstein) is een gemeente in de Sloveense regio Ljubljana en telt 9334 inwoners (2002). De gemeente ligt ten zuidwesten van Ljubljana en wordt gekenmerkt door een grote verscheidenheid op natuurgebied. Om deze reden wordt het ook "klein Slovenië" genoemd. Verwarring met het gelijknamige skigebied in Kosovo dient echter vermeden te worden.
De gemeente bestaat uit verscheidene steden en dorpen waarvan Brezovica, Vnanje Gorice en Notranje Gorice de belangrijkste zijn.
Borovnica · Brezovica · Dobrepolje · Dobrova-Polhov Gradec · Dol pri Ljubljani · Domžale · Grosuplje · Horjul · Ig · Ivančna Gorica · Kamnik · Komenda · Litija · Ljubljana · Log-Dragomer · Logatec · Lukovica · Medvode · Mengeš · Moravče · Škofljica · Šmartno pri Litiji · Trzin · Velike Lašče · Vodice · Vrhnika